# Liceo Militar Gran Mariscal de Ayacucho (Caracas)
El Liceo Militar Gran Mariscal de Ayacucho (también conocido como Unidad Educativa Nacional Militar Gran Mariscal de Ayacucho o mediante los acrónimos "Limilaya" o "Limilaya") es un institución educativa militar de educación media fundada en 1955 durante el gobierno de Marcos Pérez Jiménez. Está ubicado en la Parroquia de Caricuao del Municipio Libertador, al oeste del área metropolitana de la ciudad de Caracas, Venezuela.
De acuerdo al Sistema Educativo de Venezuela, la institución ofrece instrucción en los niveles de Educación Media General (3 años) y Diversificada (2 años) para otorgar el título de Bachiller en Ciencias. Simultáneamente permite a los alumnos cumplir con el Servicio Militar Obligatorio, egresando como reservista del Ejército de Venezuela.
Su lema es "Dios y patria, ciencia y deporte".

## Historia

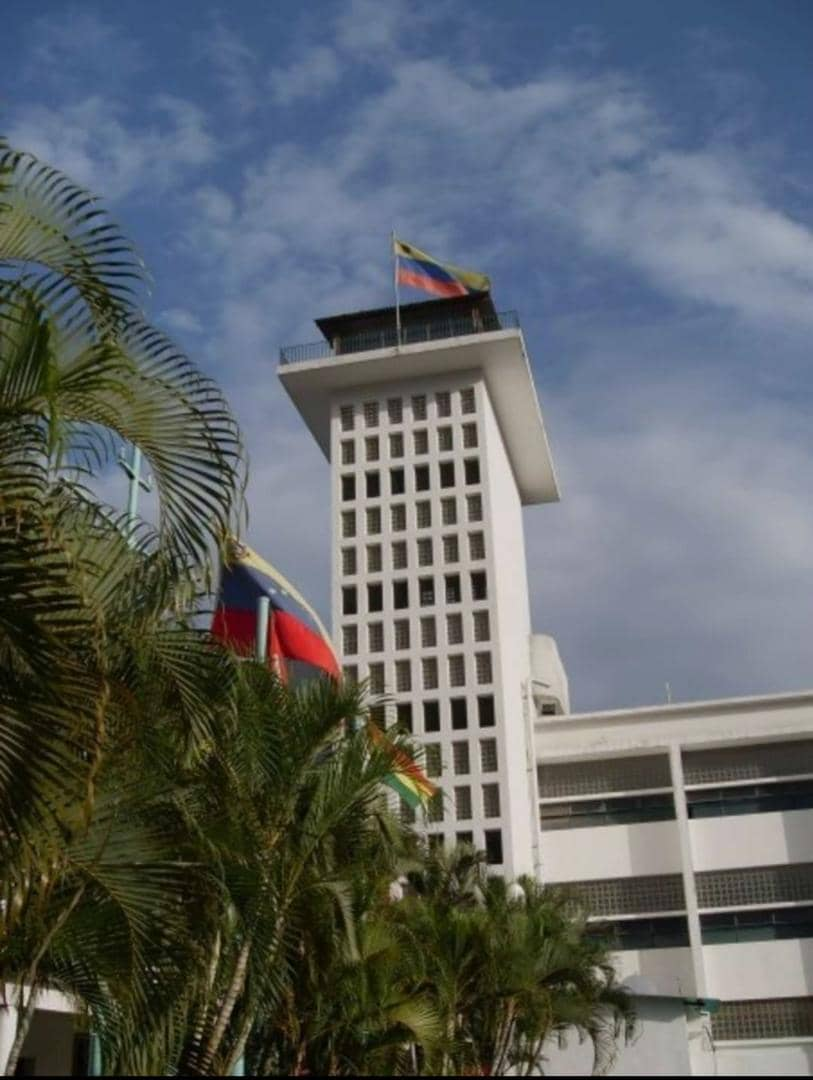
La Torre del Reloj, vista desde el Patio de Honor.

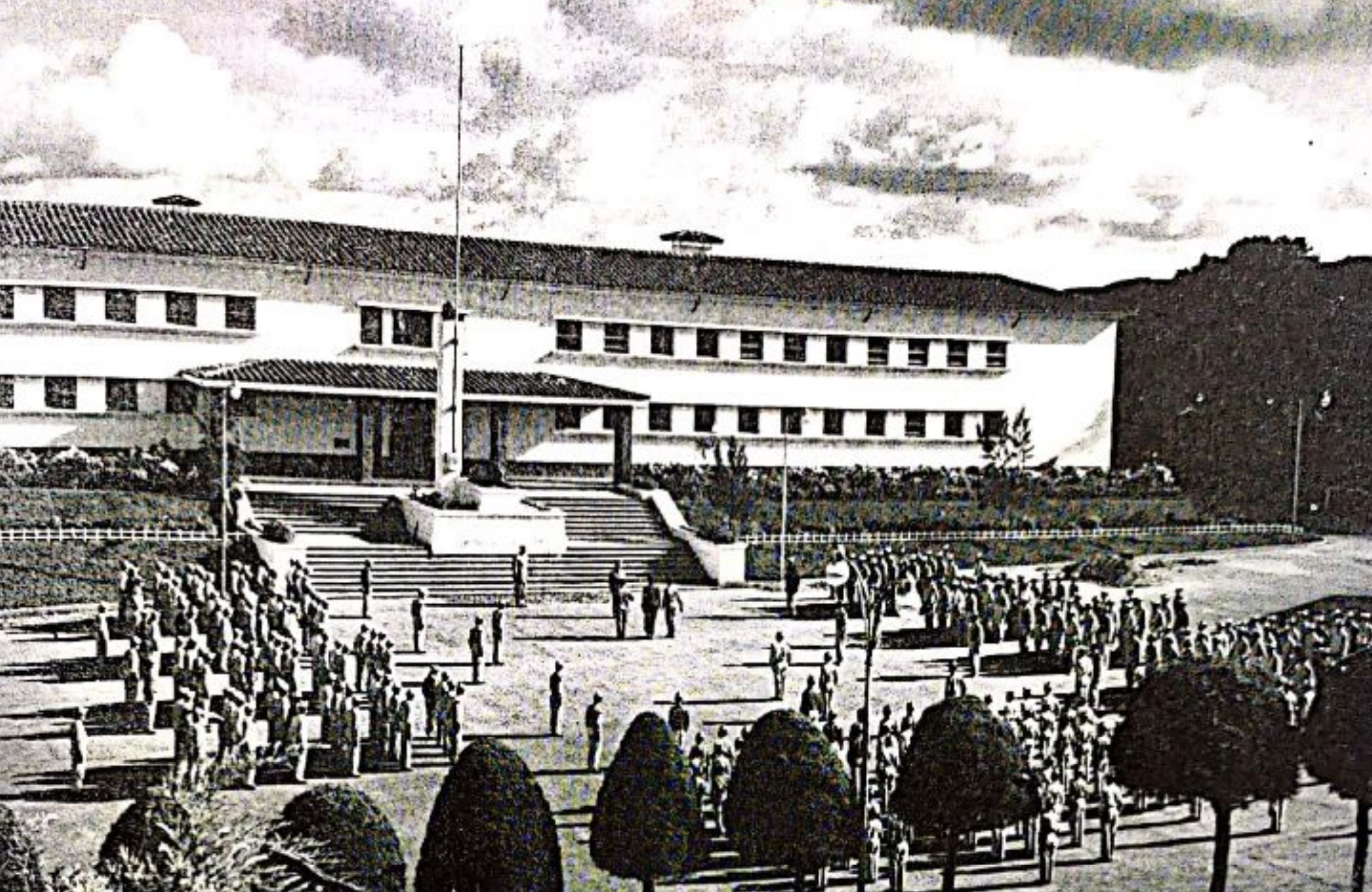
Formación del Batallón de Alumnos en el patio principal de la primera sede del Liceo Militar Gran Mariscal de Ayacucho (circa 1955).

La Resolución Ministerial 457 del 5 de agosto de 1955 dispuso la creación de la Institución. Su primera sede estuvo ubicada en las mismas instalaciones donde actualmente funciona la Universidad Nacional Experimental de la Seguridad, en la Parroquia El Junko del Municipio Vargas (La Guaira).
Mediante Orden General del 5 de octubre de 1955, fue designado como su primer Director el Teniente Coronel Humberto Vivas González, quien hasta el momento de su designación cumplía similares responsabilidades en el Liceo Militar Monseñor Jáuregui, en La Grita (Táchira). El Teniente Coronel Martín García Villasmil fue nombrado Subdirector del liceo en la Orden General del 31 de octubre de 1955. Otros oficiales designados entre octubre y diciembre de 1955 fueron el Mayor Tomás Báez Finol (Comandante del Cuerpo), los Capitanes Juan Manuel Sucre Figarella y Agustín Carles León, y los Tenientes José Ovidio García Castellano, José Felipe Sindoni Trasseri, Humberto Amaya Guerrero y Pbro. Héctor Peña Guevara (capellán), y el Sargento Técnico de Tercera Manuel Antonio González.
Para el año inaugural en la sede de El Junquito, un centenar de alumnos de Segundo y Tercer años fueron transferidos desde el Liceo Militar Monseñor Jáuregui. Estos alumnos de años superiores ingresaron en las escuelas de formación de oficiales al concluir el 3° año de Educación Media General. Entre esos alumnos transferidos estaba Antonio Urbina Cornieles, quien ostentó la jerarquía de Brigadier Mayor del Batallón de Alumnos durante el primer año de transición. 
A partir del año 1956 el liceo ocupó brevemente las instalaciones de la histórica Escuela Normal Miguel Antonio Caro, en la Avenida Sucre de Catia, cerca del centro de Caracas. Esta primera mudanza ocurrió luego de que el Gobierno Nacional resolviera la reubicación de esa escuela normal hacia el este de la capital y el cierre del Liceo Fermín Toro como represalia por las constantes protestas estudiantiles en contra del gobierno dictatorial de Marcos Pérez Jiménez. La medida logró que muchos de los estudiantes y el profesorado de ambas instituciones pasaran al control castrense bajo la tutela del Ministerio de la Defensa.
En 1959, luego de la caída de la dictadura, la Escuela Normal Miguel Antonio Caro retorna a sus instalaciones en Catia y la institución se muda a su sede actual ubicada en las colinas de Caricuao, frente a los Telares de Palo Grande, en una edificación originalmente construidas para la disuelta Seguridad Nacional.
El Liceo Militar Gran Mariscal de Ayacucho es, después del Liceo Militar Monseñor Jáuregui fundado en La Grita en 1952, el segundo instituto militar de educación media más antiguo de Venezuela. Posteriormente se crearían otros liceos militares oficiales dependientes del Ministerio de la Defensa - Liceo Militar GD José Antonio Anzoátegui en Puerto Píritu (1971), Liceo Militar  Libertador en Maracay (1978), Liceo Militar GJ Rafael Urdaneta en Cabimas (1982), y Liceo Militar GJ José Antonio Páez en Barinitas (1982). Hoy día, existen números liceos militares oficiales que son regentados directamente por los diferentes componentes de la Fuerza Armada Nacional de Venezuela.
En 1989, por disposición del Ministerio de Educación derivada de la reforma aplicada al Sistema Educativo, adquirió la denominación oficial de "Unidad Educativa Nacional". En 1999, el Reglamento General de la Ley Orgánica de Educación estableció las normas para la denominación de los planteles educativos retornando el uso del término "Liceo" para denominar a todas las instituciones en las que se imparta educación media diversificada y a sus egresados se les otorgue el título de bachiller en la especialidad correspondiente. 
Adscrito desde su fundación a la Dirección General Sectorial de Educación del Ministerio de la Defensa, en 1992 pasó junto al Liceo Militar Monseñor Jáuregui a depender del Comando de las Escuelas del Ejército.

## Símbolos del Liceo Militar Gran Mariscal de Ayacucho

### Héroe epónimo

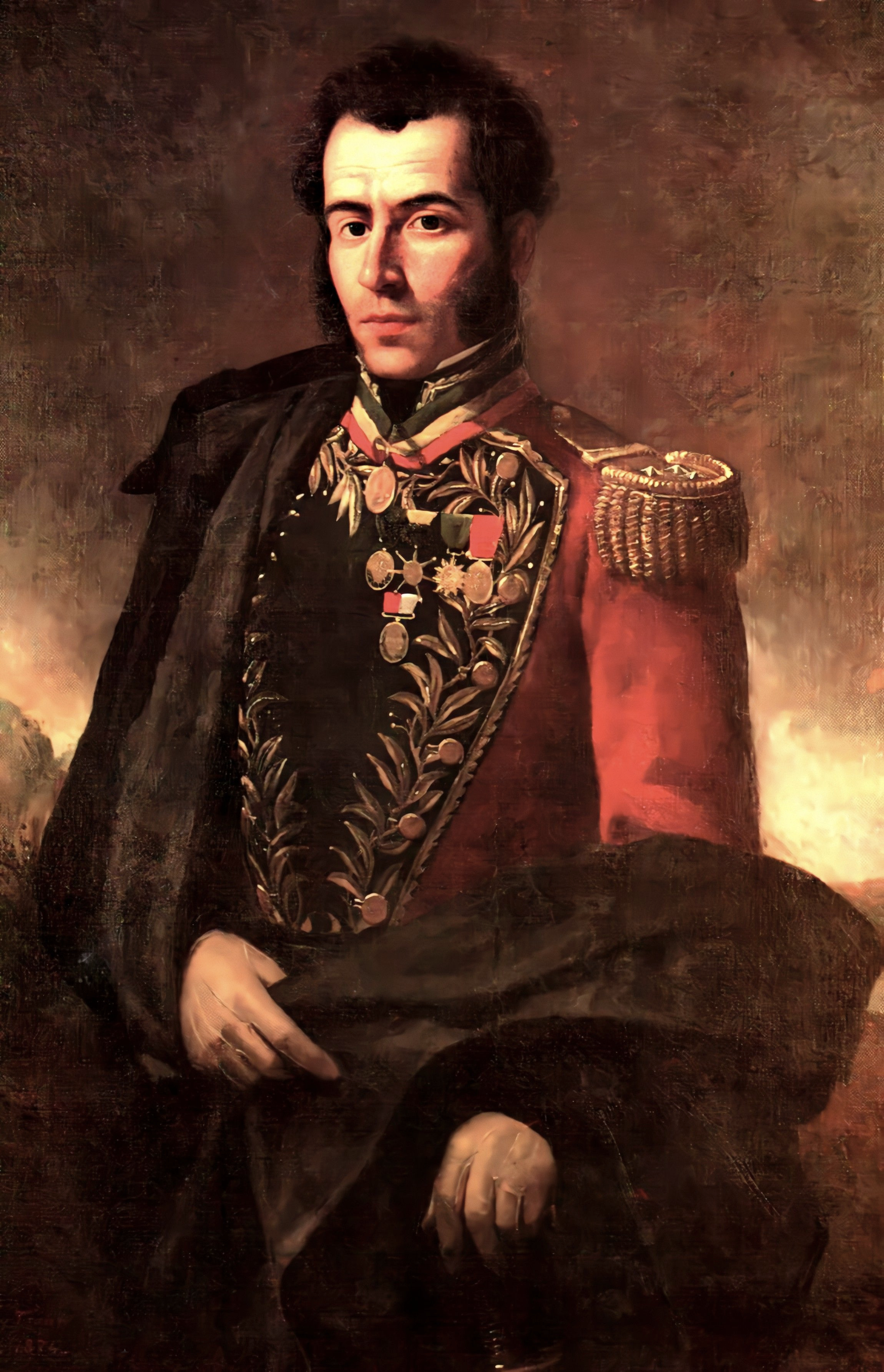
Retrato de Antonio José de Sucre. Óleo sobre tela. Salón Elíptico del Palacio Federal Legislativo, Caracas (Martín Tovar y Tovar, s/f).

Cada 9 de diciembre, la institución celebra su fundación por conmemorarse en esa fecha el aniversario de la Batalla de Ayacucho, y en honor a la heroica gesta libertadora de su héroe epónimo - el Gran Mariscal de Ayacucho Antonio José de Sucre.
Antonio José de Sucre nació en la ciudad de Cumaná un 3 de febrero de 1795. Hijo de Vicente de Sucre y María de Alcalá. Al estallar la Guerra de Independencia en 1810 se unió al ejército de Francisco de Miranda; combatiendo junto a Santiago Mariño, Manuel Piar, José Francisco Bermúdez y Simón Bolívar. Tuvo una destacada participación en las batallas de Pichincha y de Junín, pero fue en la Batalla de Ayacucho donde se consagró con el triunfo que le haría merecedor del título de Gran Mariscal de Ayacucho.
La Batalla de Ayacucho significó la consolidación de los procesos de liberación tanto de Perú, como de toda la América del Sur. La acción fue también una demostración de la fortaleza de los pueblos de la América Meridional unidos contra el yugo español, y resaltó el genio militar y de estratega de Antonio José de Sucre. El Libertador Simón Bolívar (1824) se expresaría así después del extraordinario acontecimiento:

“La Batalla de Ayacucho es la cumbre de la gloria americana y la obra del General Sucre. La disposición de ella ha sido perfecta y su ejecución, divina. Maniobras hábiles y prontas desbarataron en una hora a los vencedores de 14 años y a un ejército perfectamente constituido y hábilmente manejado. Ayacucho es la desesperación de nuestros enemigos. Ayacucho, semejante a Waterloo que decidió del destino de Europa, ha fijado la suerte de las naciones americanas. Las generaciones venideras esperan la victoria de Ayacucho para bendecirla y contemplarla en el trono de la libertad, dictando a los americanos el ejercicio de sus derechos y el Sagrado Imperio de la Naturaleza. El General Sucre es el Padre de Ayacucho; es el redentor de los hijos del sol; es el que ha roto las cadenas en que envolvió Pizarro el imperio de los Incas. La posteridad representará a Sucre con un pie en el Pichincha y el otro en el Potosí, llevando en su manos la cuna de Manco Capac y contemplando las cadenas del Perú rotas por su espada.”

Antonio José de Sucre murió el 4 de junio de 1830, víctima de una vil emboscada en el sitio denominado La Venta de las montañas de Berruecos, actual municipio de Arboleda del Departamento de Nariño, en Colombia. Según sus propios deseos, los restos mortales del Gran Mariscal de Ayacucho reposan desde 1900 en la Catedral Metropolitana de Quito, en Ecuador.

### El himno del liceo
El himno del Liceo Militar Gran Mariscal de Ayacucho fue escrito en 1955 por el profesor Gabriel Torres Pulgar, autor de los himnos de la Armada, de la Guardia Nacional, de la Aviación Militar y de la Sociedad Bolivariana de Venezuela. Su música fue compuesta por el MTM Horacio Corredor Zerpa, músico militar que también esgrimiera la batuta de la Banda Marcial de Caracas.

Coro
Con el alma de aliento encendida
en las notas del himno sonoro
proclamamos la recta consigna
de unidad, entereza y decoro.
I
Si tu nombre Ayacucho nos honra,
con honor lo sabremos llevar;
siempre digno, radiante de gloria,
como el héroe que lo hizo inmortal.
II
En los fastos de América libre
resplandece con límpida luz,
ese nombre que al mundo le dice
cuanto puede la heroica virtud.
III
Acicate serán en la lucha
que libramos henchidos de fe;
un dinámico afán de cultura
y una clara noción del deber.
IV
En estrecha hermandad bajo el ala
del invicto pendón tricolor,
le rendimos tributo a la Patria
de lealtad, sacrificio y amor.

### El escudo del liceo
El escudo fue creado en 1952 con motivo de la inauguración del Liceo Militar Monseñor Jáuregui y se convertiría en blasón de todos los liceos militares adscritos al Ministerio de la Defensa. En 1992, luego de reasignarse los liceos militares entre los distintos componentes de las Fuerzas Armadas Nacionales, aquellos que pasaron a depender de la Comandancia General del Ejército de Venezuela continuaron usando el blasón histórico.
El blasón es de metal blanco (argén) y es cruzado en diagonal descendiente, de izquierda a derecha, por una franja de color verde (sinople), creándose tres secciones o cuarteles. El verde (sinople) y el blanco (argén) son los colores de la institución y simbolizan la esperanza y la pureza. Sobre el cuartel superior derecho blanco (argén) hay un libro abierto como símbolo de la adquisición de conocimientos; en el centro del blasón y sobre la franja verde (sinople) se cruzan dos carabinas como símbolo de la instrucción militar y la defensa de la soberanía nacional; y sobre el cuartel inferior izquierdo blanco (argén), un águila con sus alas extendidas sostiene entre sus garras los cinco anillos olímpicos como símbolo del alto espíritu y fortaleza física adquiridos a través de la práctica deportiva.
Tiene por timbre una antorcha coronada por una brillante llama de colores rojo (gules) y amarillo (oro) que simboliza el estudio y la sabiduría y está rodeado por dos ramas de laurel que se inician cruzándose en la punta del escudo de metal, y representan la victoria y el logro. En la parte inferior, una cinta ondeante blanca lleva las inscripciones: “Dios y patria” (a la izquierda); “ciencia” (al centro); “y deporte” (a la derecha), que es el lema de la institución.

### El Código de Honor
Establecido de 1995 por motivo de las festividades del Bicentenario del natalicio del Gran Mariscal de Ayacucho, el Código de Honor establece los principios o reglas que rigen el comportamiento de cada alumno del Liceo Militar Gran Mariscal de Ayacucho. Estos principios o reglas son los siguientes:

- Soy un alumno perteneciente al Liceo Militar Gran Mariscal de Ayacucho, instituto élite de formación de bachilleres del país, por lo que me esforzaré en mantener un alto nivel moral y académico.
- "Dios y patria, ciencia y deporte" serán el norte de mi conducta permanentemente.
- Prometo guardar culto a la honestidad y a la verdad manteniéndolas siempre presente en todos los actos de mi vida.
- Seré disciplinado y atento con mis superiores y profesores.
- Me dedicaré a cultivar mi espíritu, intelecto y cuerpo para ayudar a engrandecer a Venezuela.
- Portaré mi uniforme con orgullo y decoro respetando en toda ocasión el prestigio y tradición de nuestro Liceo Militar.
- Respetaré y guiaré por la senda del honor a mis subalternos, dándoles ejemplo con mi conducta.
- Estoy orgulloso de ser un heredero de las glorias del Mariscal de Ayacucho Antonio José de Sucre y de cumplir cabalmente con este Código de Honor.

### La Escolta de Banderas
La Escolta de Banderas es la agrupación de alumnos responsable de portar el Pabellón Nacional y el Estandarte del instituto durante eventos protocolares de desfile o de parada. La agrupación está conformada por ocho destacados alumnos tradicionalmente dispuestos de la siguiente manera:
- El Brigadier Mayor, como Abanderado de la Escolta de Bandera, se ubica en la posición centro derecha de la primera fila de la agrupación.
- El Primer Brigadier (o también el Distinguido de 4° Año) más antiguo, como Porta Estandarte, se ubica en la posición centro izquierda de la primera fila de la agrupación.
- Al lado derecho del Abanderado y al izquierdo del Porta Estandarte se ubican Primeros Brigadieres armados cada uno con un Sable.
- En la segunda fila, Segundos Brigadieres en funciones de carabinero se coloca detrás de cada uno de los elementos de la primera fila.

Al final de cada año lectivo, como parte de los actos de graduación de cada promoción de Bachilleres, se realiza la ceremonia de entrega del Pabellón Nacional y del Estandarte a las autoridades del instituto para el ósculo a la bandera por parte del Curso Mayor saliente y el abanderamiento de una nueva Escolta de Bandera. Esta ceremonia simboliza el orgullo patrio y la continuidad institucional.

## Alumnos del Liceo Militar Gran Mariscal de Ayacucho

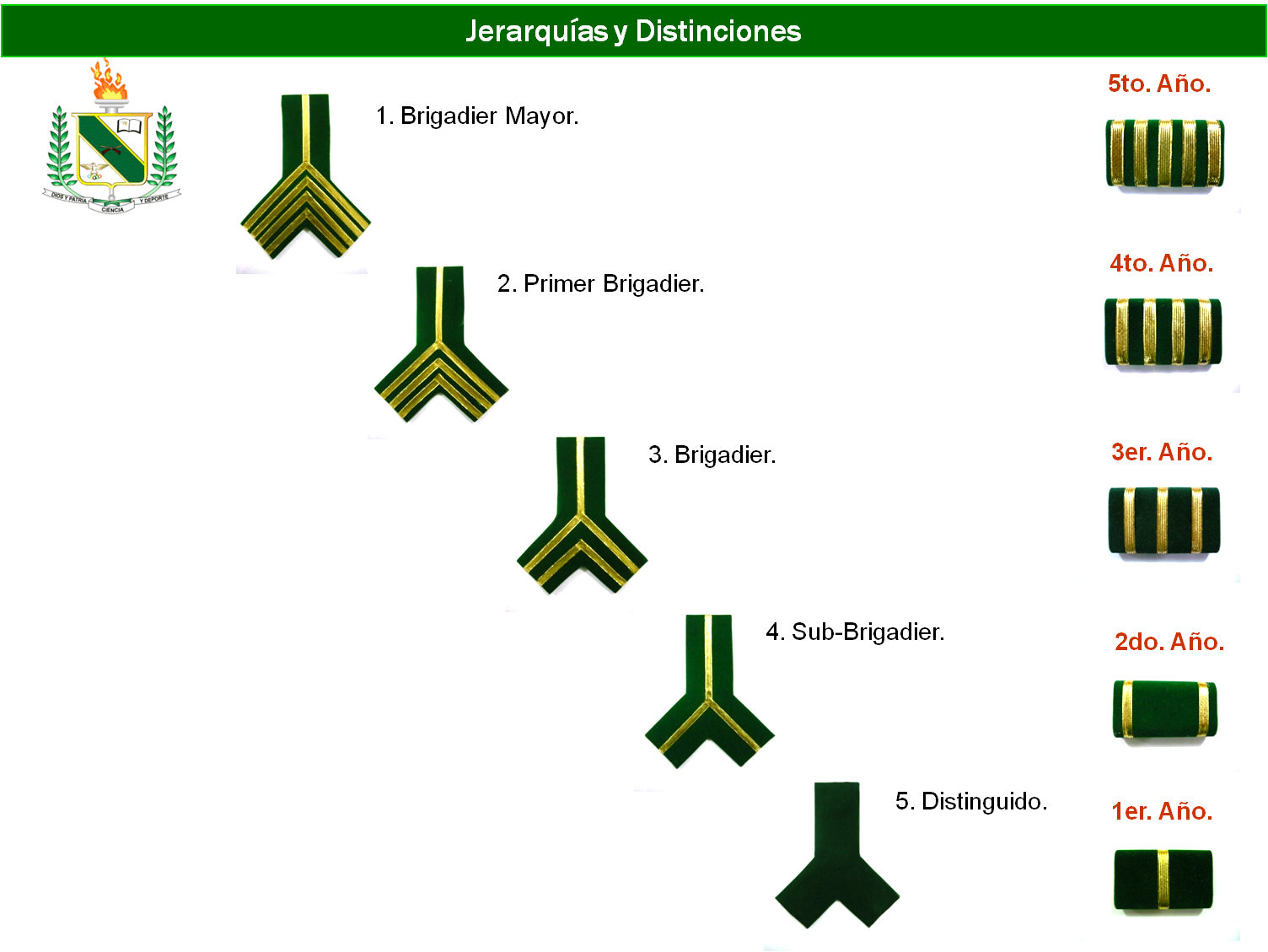
Distintivos y jinetas usados por los alumnos del Liceo Militar Gran Mariscal de Ayacucho.

### Curso General
Se denomina Curso General a los alumnos del Cuerpo de Alumnos en el 1° al 4° año de estudios (lo cual equivale del 7° al 9° año de Educación Media General, y el 1° año de Educación Media Diversificada, de acuerdo con los niveles del Sistema Educativo de Venezuela). Los alumnos del Curso General portan los distintivos correspondientes a su año de estudios correspondiente en los hombros de sus uniformes. 
Aquellos alumnos del Curso General con aprovechamiento sobresaliente reciben la jerarquía de Distinguido de la siguiente manera:
- Al menos un Distinguido por cada sección académica del 1° al 4° año de estudios.

### Curso Mayor
Se denomina Curso Mayor o Curso Ayacucho a los alumnos del Cuerpo de Alumnos en el 5° y último año de estudios (lo que equivale al 2° año de Educación Media Diversificada, de acuerdo con los niveles del Sistema Educativo de Venezuela). Los alumnos del Curso Mayor portan el distintivo correspondiente a su año de estudios en los hombros de sus uniformes.  Así mismo, reciben la jerarquía correspondiente en estricto orden de antigüedad de acuerdo a Cuadro de Honor, de la siguiente manera:
- Brigadier Mayor, como reemplazante del Comandante del Batallón de Alumnos.
- Primer Brigadier, como reemplazante de cada Comandante de Compañía de Alumnos.
- Segundo Brigadier, como reemplazante de cada Comandante de Pelotón de Alumnos.
- Brigadier, como reemplazante de cada Comandante de Escuadra de Alumnos.

## Promociones de bachilleres
Al culminar satisfactoriamente el 5.° y último grado de estudios (equivalente al 2.° año de Educación media Diversificada, según el Sistema Educativo de Venezuela), los alumnos se hacen merecedores del título de Bachiller en Ciencias, otorgado por el Ministerio de Educación. 
Desde la primera graduación de bachilleres en 1960, las promociones de egresados del Liceo Militar Gran Mariscal de Ayacucho se identifican con una numeración romana consecutiva, el período de asistencia del cohorte respectivo y un epónimo determinado.

## Revista Ayacucho
La revista Ayacucho del Liceo Militar Gran Mariscal de Ayacucho fue una tradicional publicación institucional que reseñó los principales acontecimientos acaecidos durante cada año lectivo. De igual manera sirvió como instrumento para preservar gráficamente los momentos más destacados de la vida estudiantil, a la vez que honró a aquellas personas que aportaron su esfuerzo e intelecto en la formación del Alumno Mariscalista. La frecuencia de publicación varió considerablemente durante su existencia, aunque en sus últimos años era publicada a manera de un Anuario. 
Esta publicación fue editada desde 1959 por el desaparecido Departamento de Cultura y Relaciones Públicas bajo la dirección del profesor Luis Eduardo Príncipe, primero, y de la profesora Graciela Cárdenas Ramírez, después. Por muchos años, la composición y diseño de la revista fue producto del esfuerzo creativo de Carlos Martínez Key, fotógrafo oficial del instituto, y era impreso por los Talleres Gráficos del Ministerio de la Defensa, en Caracas. Después de 23 años - y casi una treintena  de ediciones - la revista dejó de publicarse a partir de 1983.
Al destacar en sus páginas el egreso de la I Promoción de Bachilleres "Gran Mariscal de Ayacucho" en 1960, el editorial de la segunda publicación de la revista señaló:

"Cuando el Liceo, después de cinco años de tenaz y serena labor, presenta, como un haz de preparados ciudadanos, su primera Promoción de Bachilleres, que serán pregoneros de la verdadera filosofía pedagógica que sostiene - pilar granítico - la rectitud de este plantel, no podemos asustarnos por la diatriba, sino debemos regocijarnos en esta lucha por un ideal, y sentirnos seguros que, según expresión del Héroe de Ayacucho, ´Educar es el más sagrado deber de las autoridades delante de Dios y de los hombres´".

## La Asociación de Exalumnos
Los primeros esfuerzos para constituir una asociación que exalumnos en la institución se remontan a diciembre de 1962 cuando de funda la Asociación de Antiguos Alumnos con al apoyo del Coronel (AV) Leonardo Gómez Muñoz, el Pbro. Mayor (EJ) Marcial Augusto Ramírez Ponce, y el Prof. Eduardo Príncipe Marchán. La directiva de esta primogénita agrupación la constituyeron representantes de las primeras tres promociones, a saber: Helly Daniel Tineo Salazar, Gladys Torres López y Rafael Garrido Soto, por la I Promoción "Gran Mariscal de Ayacucho";  José Ángel Velásquez González, Silvia Salinas Barrios y Oswaldo Aquique Arteaga, por la II Promoción "Simón Bolívar"; y Freddy Alberto Malpica Pérez, Rómulo Aular Fernández y Juan Barreto Tovar, por la III Promoción "Pbro. Marcial Ramírez Ponce", entre otros.
La actual "Asociación de Exalumnos del Liceo Militar Gran Mariscal de Ayacucho" (Asolicmilaya) es una asociación civil registrada ante el Registro Público de Primer Circuito del Municipio Sucre del Estado Miranda, el 14 de junio de 2022. Su misión consiste es ser el pilar de vinculación entre exalumnos, profesores y personal militar, administrativo y obrero que haya prestado servicios en el liceo. Su visión es la de promover lazos de unión, amistad y cooperación entre los exalumnos y demás vinculados con el Liceo Militar “Gran Mariscal de Ayacucho” a través de redes de contacto que permitan utilizar el talento y potencial del colectivo para ofrecer oportunidades sociales, laborales o de negocio que beneficien a los miembros y a la sociedad en su conjunto. El comité ejecutivo de su primera junta directiva estuvo integrada por Rafael Andrés Curra Lava (presidente), Oswaldo Manuel Contreras Maza (primer vicepresidente), Juan Carlos Rodríguez Adrián (segundo vicepresidente), Ricardo Ernesto Jiménez Moncada (secretario) y Freddy José Fernández Mata (tesorero).
Los Presidentes de Asolicmilaya (con su período de ejercicio) han sido:
- Rafael Andrés Curra Lava (2022-2023)
- Marcos Salvador Porras González (2023-2025)

## La Sociedad Bolivariana Estudiantil
La Sociedad Bolivariana Estudiantil del Liceo Militar Gran Mariscal de Ayacucho fue fundada el 20 de febrero de 1975 y su objetivo primordial es resaltar y enaltecer el pensamiento y la acción de El Libertador a través del trabajo de los alumnos que participan en esta agrupación. Los miembros de la Sociedad Bolivariana Estudiantil se ocupan de las siguientes tareas: Elaboración de carteleras con motivo de celebrar y conmemorar las efemérides nacionales correspondientes al mes en curso; Proyectar a nuestra Institución y participar a congresos y olimpíadas bolivarianas; y Trabajar sobre las obras de acción social dentro y fuera de la Institución.
Algunos de los Presidentes de la Sociedad Bolivariana Estudiantil (con su período de ejercicio) han sido:
- Ysrael Vierma Vivas (1975-1976)
- Elizabeth Maril Lobato Soriano (1976-1977)
- Rafael Andrés Curra Lava (1979-1980)
- Marzia Coromoto Cianfaglione Vásquez (1982-1983)
- Manuel Antonio Barroso Alberto (1985-1986)
- Renee Pérez Rodríguez (1988-1989)